# Элбоу-Лейк (тауншип)
Элбоу-Лейк (англ. Elbow Lake) — тауншип в округе Грант, Миннесота, США. На 2000 год его население составило 157 человек.

## География
По данным Бюро переписи населения США площадь тауншипа составляет 92,6 км², из которых 91,7 км² занимает суша, а 0,8 км² — вода (0,90 %).

## Демография
По данным переписи населения 2000 года здесь находились 157 человек, 61 домохозяйство и 43 семьи. Плотность населения —  1,7 чел./км². На территории тауншипа расположено 66 построек со средней плотностью 0,7 построек на один квадратный километр. Расовый состав населения: 98,73 % белых, 0,64 % азиатов и 0,64 % приходится на две или более других рас.
Из 61 домохозяйства в 31,1 % воспитывались дети до 18 лет, в 67,2 % проживали супружеские пары и в 29,5 % домохозяйств проживали несемейные люди. 27,9 % домохозяйств состояли из одного человека, при том 11,5 % из — одиноких пожилых людей старше 65 лет. Средний размер домохозяйства — 2,57, а семьи — 3,19 человека.
26,1 % населения — младше 18 лет, 8,3 % — в возрасте от 18 до 24 лет, 24,8 % — от 25 до 44, 24,2 % — от 45 до 64, и 16,6 % — старше 65 лет. Средний возраст — 38 лет. На каждые 100 женщин приходилось 115,1 мужчин. На каждые 100 женщин старше 18 приходилось 110,9 мужчин.
Средний годовой доход домохозяйства составлял 25 250 долларов, а средний годовой доход семьи —  41 750 долларов. Средний доход мужчин —  22 500  долларов, в то время как у женщин — 21 250. Доход на душу населения составил 15 715 долларов. За чертой бедности находились 10,8 % семей и 6,8 % всего населения тауншипа.